# Traité d'Ankara
L'accord d'Ankara (ou accord d'Angora, ou accord Franklin-Bouillon ou encore accord franco-turc d'Ankara ; en turc : Ankara Anlaşması) fut signé le 20 octobre 1921 à Ankara (appelée Angora à l'époque en français) entre la France et la Grande Assemblée nationale de Turquie, mettant fin à la guerre franco-turque.
Les signataires étaient le diplomate français Henry Franklin-Bouillon et le ministre des Affaires étrangères turc, Yusuf Kemal Bey. Selon les termes de l'accord, les Français reconnaissaient la fin de la guerre franco-turque en échange de concessions économiques de la part de la Turquie. En retour, le gouvernement turc reconnaissait la souveraineté française sur la Syrie mandataire. Le traité fut enregistré dans le recueil des traités de la Société des Nations le 30 août 1926.
L'accord entérine la renonciation par la France à la « zone d’influence » de Cilicie qu’elle avait obtenue par le traité de Sèvres (10 août 1920), conformément aux accords Sykes-Picot de 1916. Ce fait entraîne pour certains une critique de ses accords : « Des territoires chèrement acquis par l’Armée française du Levant sont ainsi abandonnés, et des populations chrétiennes qui avaient combattu les Turcs aux côtés des Français seront bientôt massacrées. Paris est prêt à sacrifier la Cilicie afin de consolider sa présence en Syrie et au Liban ».
Ce renoncement aux revendications françaises sur la terre turque fut plus tard reconnu officiellement lors de l'armistice de Mudanya.